# Eduardo Márquez González
Eduardo Márquez González (Madrid, 1956) és un periodista colombià, d'origen espanyol.
Nascut a Madrid, de pares colombians, Eduardo Márquez és un reconegut periodista colombià, que després de cobrir diversos anys el tema del conflicte armat i els processos de pau a Colòmbia, va decidir dedicar la seva experiència per a la reivindicació del periodisme independent i amb condicions laborals dignes. Ha estat el fundador i director del Centre de Solidaritat de la Federació Internacional de Periodistes (Cesso-FIP) i president de la Federació Colombiana de Periodistes (Fecolper). Sota la seva direcció, Cesso-FIP dona suport a l'exercici professional dels periodistes colombians i ha contribuït a la unitat gremial, per permetre la dignificació de l'ofici.
L'any 2008 se li atorgà el II Premi Internacional de Periodisme Julio Anguita Parrado, convocat pel Sindicat de Periodistes d'Andalusia (SPA), en reconeixement de la seva llarga trajectòria en l'exercici del periodisme i la seva dedicació a la defensa de la llibertat de premsa a Colòmbia.